# Tōhoku Denryoku

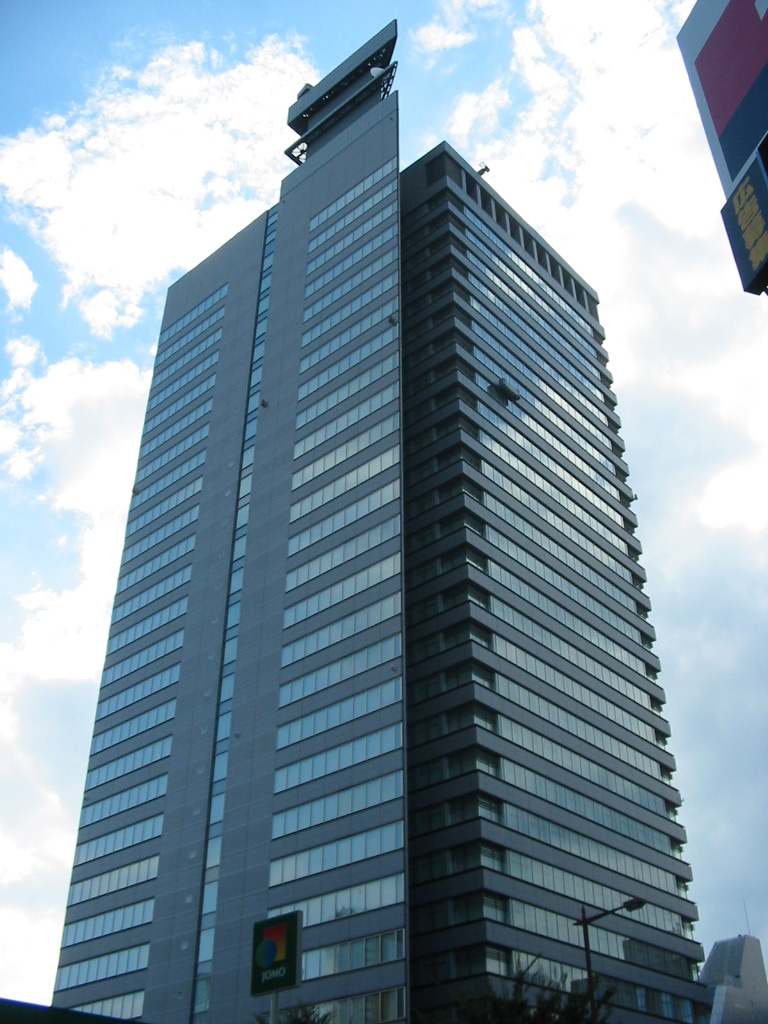
Firmenzentrale

Tōhoku Denryoku K.K. (japanisch 東北電力株式会社 Tōhoku denryoku kabushiki kaisha; wörtlich: Elektrische Energie Tōhoku; kurz: 東北電, Tōhokuden; engl. Tohoku Electric Power Co., Inc.) ist einer der zehn japanischen Energieversorger.
Der Versorgungsbereich umfasst die Region Tōhoku mit den Präfekturen Aomori, Iwate, Akita, Miyagi, Yamagata und Fukushima, sowie das benachbarte Niigata.

## Geschichte
Kurz vor Beginn des Zweiten Weltkriegs wurden im April 1939 alle stromerzeugenden Unternehmen verstaatlicht und 1942 zu neun Staatsunternehmen zusammengefasst. Auf Betreiben von Yasuzaemon Matsunaga, dem Vorsitzenden des Rates zur Reorganisation der Stromindustrie, ließen die Alliierten Besatzungsbehörden diese neun Unternehmen zum 1. Mai 1951 privatisieren, wobei eines davon die Tōhoku Denryoku war. Diese behielten zunächst ihre regionalen Monopole und ab der ineffektiven Liberalisierung des Strommarktes 1995 regionale Quasi-Monopole.
2006 konnte die Firma die Position 462 auf der Liste der Fortune Global 500 erreichen und war die Nummer 21 bei den Versorgern.

## Stromerzeugung
Die Firma betreibt primär ein 50-Hertz-Netz, daher gibt es gute Verbindungen zu Tepco, die das Nachbargebiet „betreuen“ und ebenfalls ein 50-Hertz-Netz haben.
Zu den Kraftwerken der Firma gehören auch die Kernkraftwerke Onagawa und Higashidōri.
Im März 2007 musste die Firma zugeben, dass es im Rahmen von Wartungsarbeiten an Onagawa 1 zu einer Notabschaltung gekommen war und die zuständigen Behörden nicht informiert wurden.
| Art     | Megawatt (2005) |
| ------- | --------------- |
| Hydro   | 2.420           |
| Thermal | 10.926          |
| Nuklear | 3.270           |